# Gouvernement Spajić
Abazović 
Le gouvernement Spajić (en monténégrin Vlada Milojko Spajić) est le gouvernement du Monténégro depuis le 31 octobre 2023, sous la XIIe législature du Parlement.

## Historique
Ce gouvernement est dirigé par le nouveau Premier ministre centriste Milojko Spajić. Il est composé et soutenu par une coalition Europe maintenant !, Monténégro démocratique, le Parti socialiste populaire du Monténégro, le Forum albanais et l'Alliance albanaise. Ensemble, ils disposent de 33 députés sur 81, soit 40,74 % des sièges du Parlement. Le gouvernement bénéfice également du soutien sans participation de Pour le futur du Monténégro, qui possède 13 députés sur 81, soit 16,05 % des sièges.
Il succède donc au gouvernement du libéral Dritan Abazović, renversé par une motion de censure et composé et soutenu par une coalition entre le Parti socialiste populaire du Monténégro (SNP), l'Action réformiste unie (URA), le Parti social-démocrate du Monténégro (SDP), le Parti bosniaque (BS), de la Nouvelle force démocratique (FORCA), du Parti démocrate (en) (DP/PD) et de Civis.

### Formation
Le 11 août 2023, après l'arrivée en tête de son parti lors des élections législatives monténégrines de 2023, Milojko Spajić est chargé de former un gouvernement. Après plusieurs mois de négociations, un accord de coalition est finalement conclu entre Europe maintenant, Pour le futur du Monténégro, Monténégro démocratique, le Parti socialiste populaire, le Forum albanais et l'Alliance albanaise. Formé le 26 octobre, le gouvernement mené par Milojko Spajić entre en fonction après avoir reçu le vote de confiance du parlement le 31.

## Composition
| Poste                                                                                                  | Titulaire | Titulaire                | Parti      |
| --- | --------- | ------------------------ | ---------- |
| Premier ministre                                                                                       |           | Milojko Spajić           | PES!       |
| Vice-Premier ministre Chargé de la Sécurité                                                            |           | Aleksa Bečić             | DCG        |
| Vice-Premier ministre Chargé du Système économique                                                     |           | Nick Djeljosaj           | ASh        |
| Vice-Premier ministre Chargé du Système politique et de la Politique intérieure                        |           | Momo Koprivica           | DCG        |
| Vice-Premier ministre Chargé de la Démographie et de la Jeunesse Ministre des Sports et de la Jeunesse |           | Dragoslav Scekić         | SNP        |
| Vice-Premier ministre Chargé du Travail, de l'Éducation, de la Santé et des Affaires sociales          |           | Srđan Pavićević          | Civis      |
| Ministre de la Justice                                                                                 |           | Andrej Milović           | PES!       |
| Ministre de l'Intérieur                                                                                |           | Danilo Saranović         | DCG        |
| Ministre des Finances                                                                                  |           | Novica Vuković           | PES!       |
| Ministre des Affaires étrangères                                                                       |           | Filip Ivanović           | PES!       |
| Ministre des Transports et des Affaires maritimes                                                      |           | Filip Radulović          | PES!       |
| Ministre des Affaires européennes                                                                      |           | Maïda Gorcević           | PES!       |
| Ministre de l'Énergie et des Mines                                                                     |           | Saša Mujović             | PES!       |
| Ministre de l'Administration publique                                                                  |           | Marash Dukaj             | FORCA      |
| Ministre du Travail et de la Protection sociale                                                        |           | Naida Nisić              | PES!       |
| Ministre de l'Éducation                                                                                |           | Anđela Jakšić Stojanović | PES!       |
| Ministre de la Santé                                                                                   |           | Vojislav Simun           | PES!       |
| Ministre de la Culture et des Médias                                                                   |           | Tamara Vujović           | DCG        |
| Ministre de l'Aménagement du territoire, de l'Urbanisme et des Domaines de l'État                      |           | Janko Odović             | PES!       |
| Ministre des Droits de l'homme et des Minorités                                                        |           | Fatmir Gjeka             | DP/PD (en) |
| Ministre de la Défense                                                                                 |           | Dragan Krapović          | DCG        |
| Ministre du Tourisme, de l'Écologie, du Développement durable et du Développement du Nord              |           | Vladimir Martinović      | DCG        |
| Ministre de l'Agriculture, des Forêts et de la Gestion de l'eau                                        |           | Vladimir Joković         | SNP        |